# Petralica
Petralica (macedónul: Петралица) település Észak-Macedóniában, a Északkeleti körzetben, Rankovce községben.

## Népesség
| Lakosok száma | 1146 | 1365 | 1350 | 1232 | 923  | 677  | 672  | 669  | 526  |
|               | 1948 | 1953 | 1961 | 1971 | 1981 | 1991 | 1994 | 2002 | 2021 |

- 2002-ben 669 lakosa volt, akik közül 667 macedón, 1 szerb és 1 egyéb.